# Martha Krug Genthe
Martha Krug-Genthe, nacida en 1871 y fallecida en 1945, fue una geógrafa alemana, que en 1901 se convirtió en la primera doctora del mundo en geografía. Tuvo una trayectoria excepcional para una mujer en la geografía mundial de la Belle Époque .

## Biografía

### En Alemania, la primera doctora en geografía del mundo
Martha Krug es la primera mujer en el mundo en obtener un doctorado en geografía, en 1901 en Heidelberg , bajo la dirección de Alfred Hettner.
En su tesis, Martha Krug examinó cómo se usaban las cartas hidrográficas para mapear las corrientes oceánicas. En particular, analizó la extensión de la Corriente del Golfo hacia el noreste, la corriente norteamericana, para trazar un mapa del conocimiento en auge en el campo de la oceanografía.
Según Ginsburger, su doctorado fue posible gracias a un contexto y entorno favorables, en un momento en que las mujeres no estaban siguiendo carreras académicas.
Krug estudió con Friedrich Ratzel en la Universidad de Leipzig, unos años después de que Ellen Churchill Semple, la primera estudiante de geografía conocida en Alemania, fuera presentada clandestinamente como auditora libre en 1891-1892. Krug conoció a Alfred Hettner en Leipzig, quien le hizo defender su doctorado y publicar varios artículos sobre la enseñanza de la geografía en los sistemas escolares alemanes y americanos, en la revista que fundó en 1895, la Geographische Zeitschrift.

### En los Estados Unidos
Krug se casó con Karl Wilhelm Genthe en 1901 y se unió a él en Boston el mismo año. Genthe era un zoólogo y trabaja en varias universidades privadas de los Estados Unidos.
En 1901, la revista National Geographic publicó un artículo de 14 páginas que escribió sobre geografía alemana. Luego obtuvo un puesto de profesora en Beacon School en Hartford, una escuela secundaria para mujeres jóvenes donde enseñaba geografía.
Experta en la geografía escolar de ambos países, se consolidó junto a Semple en instituciones disciplinarias nacionales como la Asociación de Geógrafos Americanos (AAG) e internacionales como el Congreso Internacional de Geografía de Washington.
En el Congreso Geográfico Internacional de Washington en 1904, Martha Krug-Genthe fue elegida para pronunciar el "Tributo", un discurso en memoria de Friedrich Ratzel, el geógrafo cultural más influyente de la época. También presenta un artículo sobre " La Geografía escolar en los Estados Unidos " en la sección dedicada a la geografía y la educación, la única sección abierta a las mujeres.
Es una de los 48 miembros fundadores de la AAG, la única mujer junto a Ellen Churchill Semple, y también la única de los 48 fundadores de la AAG presentes en Filadelfia que poseía un doctorado en geografía.
Martha Krug-Genthe fue nombrada editora asociada del Bulletin of the American Geographical Society, esta afiliación reforzó sus credenciales profesionales y constituyó el único punto de anclaje seguro accesible para ella como mujer en el mundo de la geografía universitaria.
En 1907, el Bulletin of the American Geographical Society publicó su obra Valley Towns of Connecticut, siendo este un estudio regional de los factores económicos al origen de la evolución del sistema urbano de Hartford como el centro preeminente del valle del río Connecticut.
Su regreso a Alemania en 1911 supuso su salida total y definitiva del campo disciplinario.

## Una pionera
Krug-Genthe tuvo una carrera corta de una década pero muy visible, en un momento muy restrictivo para las mujeres.
Ginsburger menciona que:

"No se sabe si tuvo que abandonar el país para seguir a su marido y favorecer su carrera en detrimento de la suya propia, o si optó por renunciar a un muy hipotético puesto universitario en Alemania para dedicarse a la geografía escolar, que era el único campo que se le abría, ya que no estaba muy valorada en la geografía alemana pero estaba en auge en Estados Unidos". 
"Encontró una innegable forma de reconocimiento, en un campo disciplinario americano entonces mucho menos prestigioso que en Alemania, pero valorando más sus competencias y dando a las mujeres un lugar más favorable, en todo caso en la enseñanza preuniversitaria"